# Edizioni di Via dei Matti nº0
In questa voce sono elencate e descritte le edizioni del programma Via dei Matti nº0, in onda su Rai 3 dal 15 marzo 2021 in access prime time dal lunedì al venerdì, con la conduzione dell'attrice e cantante Valentina Cenni e del musicista Stefano Bollani. Attualmente il programma è giunto alla terza edizione (2023-2024).

## Prima edizione (2021)
La prima edizione di Via dei Matti nº0, con la conduzione di Valentina Cenni e di Stefano Bollani, è andata in onda dal 15 marzo al 3 maggio 2021, dal lunedì al venerdì in access prime time.
| Puntata | Messa in onda  | Ascolti        | Ascolti | Ascolti | Ospiti                        |
| Puntata | Messa in onda  | Telespettatori | Share   | Fonte   | Ospiti                        |
| ------- | -------------- | -------------- | ------- | ------- | ----------------------------- |
| 1       | 15 marzo 2021  | 1 505 000      | 5,60%   | [ 7 ]   | Francesco De Gregori          |
| 2       | 16 marzo 2021  | 1 456 000      | 5,30%   | [ 8 ]   | Edoardo Bennato               |
| 3       | 17 marzo 2021  | 1 572 000      | 5,80%   | [ 9 ]   | Marisa Laurito                |
| 4       | 18 marzo 2021  | 1 790 000      | 6,58%   | [ 10 ]  | Neri Marcorè                  |
| 5       | 19 marzo 2021  | 1 442 000      | 5,51%   | [ 11 ]  | Checco Zalone                 |
| 6       | 22 marzo 2021  | 1 346 000      | 5,00%   | [ 12 ]  | Ornella Vanoni                |
| 7       | 23 marzo 2021  | 1 509 000      | 5,57%   | [ 13 ]  | Eugenio Finardi               |
| 8       | 24 marzo 2021  | 1 445 000      | 5,40%   | [ 14 ]  | Irene Grandi                  |
| 9       | 25 marzo 2021  | 1 828 000      | 6,82%   | [ 15 ]  | Fabrizio Bosso                |
| 10      | 26 marzo 2021  | 1 462 000      | 5,50%   | [ 16 ]  | Daniele Silvestri             |
| 11      | 29 marzo 2021  | 1 422 000      | 5,48%   | [ 17 ]  | Vinicio Capossela             |
| 12      | 30 marzo 2021  | 1 228 000      | 4,90%   | [ 18 ]  | Luigi Lo Cascio               |
| 13      | 31 marzo 2021  | 1 550 000      | 6,11%   | [ 19 ]  | Thony                         |
| 14      | 1º aprile 2021 | 1 423 000      | 5,90%   | [ 20 ]  | Nico Gori                     |
| 15      | 2 aprile 2021  | 1 349 000      | 5,60%   | [ 21 ]  | Anastasio                     |
| 16      | 5 aprile 2021  | 1 321 000      | 5,30%   | [ 22 ]  | Claudio Baglioni              |
| 17      | 6 aprile 2021  | 1 357 000      | 5,10%   | [ 23 ]  | N.A.I.P.                      |
| 18      | 7 aprile 2021  | 1 511 000      | 5,70%   | [ 24 ]  | Beatrice Rana                 |
| 19      | 8 aprile 2021  | 1 852 000      | 7,00%   | [ 25 ]  | Francesco de Gregori          |
| 20      | 9 aprile 2021  | 1 555 000      | 6,00%   | [ 26 ]  | Raffaele Pe                   |
| 21      | 12 aprile 2021 | 1 326 000      | 5,10%   | [ 27 ]  | Rocco Papaleo                 |
| 22      | 13 aprile 2021 | 1 539 000      | 6,00%   | [ 28 ]  | Leila Shirvani                |
| 23      | 14 aprile 2021 | 1 515 000      | 6,00%   | [ 29 ]  | Fabio Concato                 |
| 24      | 15 aprile 2021 | 1 468 000      | 5,80%   | [ 30 ]  | Valeria Sturba, Vincenzo Vasi |
| 25      | 16 aprile 2021 | 1 492 000      | 6,00%   | [ 31 ]  | Ornella Vanoni                |
| 26      | 19 aprile 2021 | 1 242 000      | 4,91%   | [ 32 ]  | Vinicio Capossela             |
| 27      | 20 aprile 2021 | 1 150 000      | 4,60%   | [ 33 ]  | Cristina Donà                 |
| 28      | 21 aprile 2021 | 1 514 000      | 5,80%   | [ 34 ]  | Daniele Sepe                  |
| 29      | 22 aprile 2021 | 1 586 000      | 6,30%   | [ 35 ]  | Samuele Bersani               |
| 30      | 23 aprile 2021 | 1 722 000      | 7,00%   | [ 36 ]  | Frida Bollani Magoni          |
| 31      | 26 aprile 2021 | 1 270 000      | 5,00%   | [ 37 ]  | Edoardo Bennato               |
| 32      | 28 aprile 2021 | 1 632 000      | 6,70%   | [ 38 ]  | Laura Marzadori               |
| 33      | 29 aprile 2021 | 1 408 000      | 5,80%   | [ 39 ]  | David Riondino                |
| 34      | 30 aprile 2021 | 1 678 000      | 7,20%   | [ 40 ]  | Isa Danieli                   |
| 35      | 3 maggio 2021  | 1 430 000      | 6,00%   | [ 41 ]  | Antonello Salis               |

## Seconda edizione (2022)
La seconda edizione di Via dei Matti nº0, sempre con la conduzione di Valentina Cenni e di Stefano Bollani, è andata in onda dal 5 settembre al 25 novembre 2022, dal lunedì al venerdì in access prime time.
| Puntata | Messa in onda     | Ascolti        | Ascolti | Ascolti | Ospiti                                          |
| Puntata | Messa in onda     | Telespettatori | Share   | Fonte   | Ospiti                                          |
| ------- | ----------------- | -------------- | ------- | ------- | ----------------------------------------------- |
| 1       | 5 settembre 2022  | 882 000        | 5,09%   | [ 42 ]  | Frida Bollani Magoni                            |
| 2       | 6 settembre 2022  | 694 000        | 4,00%   | [ 43 ]  | Ron                                             |
| 3       | 7 settembre 2022  | 757 000        | 4,40%   | [ 44 ]  | Paolo Fresu                                     |
| 4       | 8 settembre 2022  | 817 000        | 4,40%   | [ 45 ]  | Fiorella Mannoia                                |
| 5       | 9 settembre 2022  | 675 000        | 4,10%   | [ 46 ]  | Banda Osiris                                    |
| 6       | 12 settembre 2022 | 853 000        | 4,65%   | [ 47 ]  | Niccolò Fabi                                    |
| 7       | 13 settembre 2022 | 848 000        | 4,70%   | [ 48 ]  | Neri per caso                                   |
| 8       | 14 settembre 2022 | 820 000        | 4,40%   | [ 49 ]  | Danilo Rea                                      |
| 9       | 15 settembre 2022 | 732 000        | 4,10%   | [ 50 ]  | Angelina Mango                                  |
| 10      | 16 settembre 2022 | 719 000        | 4,10%   | [ 51 ]  | Claudio Santamaria                              |
| 11      | 19 settembre 2022 | 889 000        | 4,48%   | [ 52 ]  | Giuliano Sangiorgi                              |
| 12      | 20 settembre 2022 | 814 000        | 4,20%   | [ 53 ]  | Sonia Bergamasco                                |
| 13      | 21 settembre 2022 | 843 000        | 4,30%   | [ 54 ]  | Roberto Gatto, Enzo Pietropaoli                 |
| 14      | 22 settembre 2022 | 833 000        | 4,40%   | [ 55 ]  | Mario Brunello, Giovanni Sollima                |
| 15      | 23 settembre 2022 | 885 000        | 4,70%   | [ 56 ]  | Matteo Mancuso                                  |
| 16      | 26 settembre 2022 | 983 000        | 4,70%   | [ 57 ]  | Joe Barbieri                                    |
| 17      | 27 settembre 2022 | 818 000        | 4,10%   | [ 58 ]  | Francesco Grillo                                |
| 18      | 28 settembre 2022 | 809 000        | 4,10%   | [ 59 ]  | Salvador Sobral                                 |
| 19      | 29 settembre 2022 | 888 000        | 4,40%   | [ 60 ]  | Ebbanesis: Viviana Cangiano e Serena Pisa       |
| 20      | 30 settembre 2022 | 840 000        | 4,40%   | [ 61 ]  | Enrico Rava                                     |
| 21      | 3 ottobre 2022    | 795 000        | 3,90%   | [ 62 ]  | Angelo Branduardi                               |
| 22      | 4 ottobre 2022    | 777 000        | 3,80%   | [ 63 ]  | Giorgio Tirabassi                               |
| 23      | 5 ottobre 2022    | 904 000        | 4,50%   | [ 64 ]  | Riccardo Tesi                                   |
| 24      | 6 ottobre 2022    | 895 000        | 4,50%   | [ 65 ]  | Nada                                            |
| 25      | 7 ottobre 2022    | 869 000        | 4,60%   | [ 66 ]  | Vincenzo Pirrotta                               |
| 26      | 10 ottobre 2022   | 948 000        | 4,80%   | [ 67 ]  | Luca Barbarossa                                 |
| 27      | 11 ottobre 2022   | 866 000        | 4,30%   | [ 68 ]  | Dado Moroni                                     |
| 28      | 12 ottobre 2022   | 830 000        | 4,10%   | [ 69 ]  | Enzo Avitabile                                  |
| 29      | 14 ottobre 2022   | 973 000        | 5,00%   | [ 70 ]  | Gegè Telesforo                                  |
| 30      | 17 ottobre 2022   | 880 000        | 4,30%   | [ 71 ]  | Tosca                                           |
| 31      | 18 ottobre 2022   | 807 000        | 4,00%   | [ 72 ]  | Trilok Gurtu                                    |
| 32      | 19 ottobre 2022   | 900 000        | 4,40%   | [ 73 ]  | Lino Musella                                    |
| 33      | 20 ottobre 2022   | 872 000        | 4,40%   | [ 74 ]  | Giuliana De Donno                               |
| 34      | 21 ottobre 2022   | 814 000        | 4,20%   | [ 75 ]  | Bobo Rondelli                                   |
| 35      | 24 ottobre 2022   | 909 000        | 4,40%   | [ 76 ]  | Ghemon                                          |
| 36      | 25 ottobre 2022   | 860 000        | 4,10%   | [ 77 ]  | Manuela Bollani                                 |
| 37      | 26 ottobre 2022   | 840 000        | 4,40%   | [ 78 ]  | Giuseppe Servillo e Javier Girotto              |
| 38      | 27 ottobre 2022   | 858 000        | 4,30%   | [ 79 ]  | Greg                                            |
| 39      | 28 ottobre 2022   | 894 000        | 4,60%   | [ 80 ]  | Cuncordu, Tenore de Orosei                      |
| 40      | 31 ottobre 2022   | 894 000        | 4,80%   | [ 81 ]  | Simone Rubino                                   |
| 41      | 1º novembre 2022  | 943 000        | 4,60%   | [ 82 ]  | Rosario Giuliani                                |
| 42      | 2 novembre 2022   | 970 000        | 4,70%   | [ 83 ]  | Francesca Dego                                  |
| 43      | 3 novembre 2022   | 943 000        | 4,60%   | [ 84 ]  | Lorenzo Hengeller                               |
| 44      | 4 novembre 2022   | 1 060 000      | 5,20%   | [ 85 ]  | Greta Zuccoli                                   |
| 45      | 7 novembre 2022   | 1 030 000      | 5,00%   | [ 86 ]  | Gianluca Petrella                               |
| 46      | 8 novembre 2022   | 864 000        | 4,30%   | [ 87 ]  | Riccardo Onori                                  |
| 47      | 9 novembre 2022   | 1 014 000      | 5,10%   | [ 88 ]  | Gabriele Mirabassi                              |
| 48      | 10 novembre 2022  | 997 000        | 5,00%   | [ 89 ]  | Igor Ezendam                                    |
| 49      | 11 novembre 2022  | 947 000        | 5,00%   | [ 90 ]  | Barbara Casini, Lello Pareti, Francesco Petreni |
| 50      | 14 novembre 2022  | 1 002 000      | 4,70%   | [ 91 ]  | Paola Turci                                     |
| 51      | 15 novembre 2022  | 976 000        | 4,70%   | [ 92 ]  | Daniele di Bonaventura                          |
| 52      | 16 novembre 2022  | 1 077 000      | 5,30%   | [ 93 ]  | Virtuosi di San Martino                         |
| 53      | 17 novembre 2022  | 975 000        | 4,80%   | [ 94 ]  | Jeff Ballard                                    |
| 54      | 18 novembre 2022  | 942 000        | 4,80%   | [ 95 ]  | Kevin Spagnolo                                  |
| 55      | 21 novembre 2022  | 1 272 000      | 6,00%   | [ 96 ]  | Andrea Cellacchi                                |
| 56      | 22 novembre 2022  | 1 171 000      | 5,40%   | [ 97 ]  | Fulminacci                                      |
| 57      | 23 novembre 2022  | 1 189 000      | 5,70%   | [ 98 ]  | Ares Tavolazzi, Walter Paoli                    |
| 58      | 24 novembre 2022  | 1 022 000      | 4,70%   | [ 99 ]  | Faraualla                                       |
| 59      | 25 novembre 2022  | 1 240 000      | 6,10%   | [ 100 ] | Renato Zero                                     |

## Terza edizione (2023-2024)
La terza edizione di Via dei Matti nº0, sempre con la conduzione di Valentina Cenni e di Stefano Bollani, è andata in onda dal 25 settembre 2023 al 26 gennaio 2024, dal lunedì al venerdì in access prime time.
| Puntata | Messa in onda     | Ascolti        | Ascolti | Ascolti | Ospiti                                               |
| Puntata | Messa in onda     | Telespettatori | Share   | Fonte   | Ospiti                                               |
| ------- | ----------------- | -------------- | ------- | ------- | ---------------------------------------------------- |
| 1       | 25 settembre 2023 | 904 000        | 4,51%   | [ 101 ] | Ascanio Celestini                                    |
| 2       | 26 settembre 2023 | 899 000        | 4,61%   | [ 102 ] | Samuele Telari                                       |
| 3       | 27 settembre 2023 | 899 000        | 4,59%   | [ 103 ] | Mario Venuti                                         |
| 4       | 28 settembre 2023 | 782 000        | 4,17%   | [ 104 ] | Gaia Trionfera                                       |
| 5       | 29 settembre 2023 | 719 000        | 4,07%   | [ 105 ] | Sergio Cammariere                                    |
| 6       | 2 ottobre 2023    | 896 000        | 4,61%   | [ 106 ] | Gnut                                                 |
| 7       | 3 ottobre 2023    | 814 000        | 4,13%   | [ 107 ] | Diodato                                              |
| 8       | 4 ottobre 2023    | 911 000        | 4,78%   | [ 108 ] | Stefano Di Battista                                  |
| 9       | 5 ottobre 2023    | 958 000        | 5,01%   | [ 109 ] | Shel Shapiro                                         |
| 10      | 6 ottobre 2023    | 793 000        | 4,22%   | [ 110 ] | Simona Bencini                                       |
| 11      | 9 ottobre 2023    | 911 000        | 4,58%   | [ 111 ] | Sarah Jane Morris                                    |
| 12      | 10 ottobre 2023   | 850 000        | 4,30%   | [ 112 ] | Francesco Giomi                                      |
| 13      | 11 ottobre 2023   | 1 050 000      | 5,34%   | [ 113 ] | Erica Piccotti                                       |
| 14      | 12 ottobre 2023   | 815 000        | 4,28%   | [ 114 ] | Max Gazzè                                            |
| 15      | 13 ottobre 2023   | 896 000        | 4,78%   | [ 115 ] | Federico Zampaglione                                 |
| 16      | 16 ottobre 2023   | 869 000        | 4,15%   | [ 116 ] | Roberto Fabbriciani                                  |
| 17      | 17 ottobre 2023   | 892 000        | 4,41%   | [ 117 ] | Amaro Freitas                                        |
| 18      | 18 ottobre 2023   | 917 000        | 4,63%   | [ 118 ] | Filippo Timi                                         |
| 19      | 19 ottobre 2023   | 844 000        | 4,34%   | [ 119 ] | Ivan Talarico                                        |
| 20      | 20 ottobre 2023   | 913 000        | 4,88%   | [ 120 ] | Claudio Bisio                                        |
| 21      | 23 ottobre 2023   | 945 000        | 4,55%   | [ 121 ] | Nanan                                                |
| 22      | 24 ottobre 2023   | 1 002 000      | 4,96%   | [ 122 ] | Alfio Antico                                         |
| 23      | 25 ottobre 2023   | 1 020 000      | 4,99%   | [ 123 ] | Giovanni Truppi                                      |
| 24      | 26 ottobre 2023   | 852 000        | 4,28%   | [ 124 ] | Edmar Castaneda                                      |
| 25      | 27 ottobre 2023   | 897 000        | 4,68%   | [ 125 ] | Paolo Russo                                          |
| 26      | 30 ottobre 2023   | 949 000        | 4,62%   | [ 126 ] | Stefano De Martino                                   |
| 27      | 31 ottobre 2023   | 879 000        | 4,69%   | [ 127 ] | Daniela Pes                                          |
| 28      | 1º novembre 2023  | 987 000        | 4,84%   | [ 128 ] | Gianluigi Trovesi                                    |
| 29      | 2 novembre 2023   | 939 000        | 4,62%   | [ 129 ] | Lina Sastri                                          |
| 30      | 3 novembre 2023   | 896 000        | 4,51%   | [ 130 ] | Bireli Lagrene                                       |
| 31      | 18 dicembre 2023  | 985 000        | 4,93%   | [ 131 ] | Vincent Peirani                                      |
| 32      | 19 dicembre 2023  | 1 021 000      | 5,21%   | [ 132 ] | Solis String Quartet                                 |
| 33      | 20 dicembre 2023  | 978 000        | 5,01%   | [ 133 ] | Luca Filastro                                        |
| 34      | 21 dicembre 2023  | 902 000        | 4,80%   | [ 134 ] | Alex Britti                                          |
| 35      | 22 dicembre 2023  | 1 056 000      | 5,78%   | [ 135 ] | Andrea e Virginia Bocelli                            |
| 36      | 25 dicembre 2023  | 1 077 000      | 6,26%   | [ 136 ] | Maria Pia De Vito                                    |
| 37      | 26 dicembre 2023  | 1 082 000      | 5,77%   | [ 137 ] | Piero Pelù                                           |
| 38      | 27 dicembre 2023  | 970 000        | 4,88%   | [ 138 ] | Christian Mascetta                                   |
| 39      | 28 dicembre 2023  | 1 056 000      | 5,37%   | [ 139 ] | Yamandu Costa                                        |
| 40      | 29 dicembre 2023  | 943 000        | 5%      | [ 140 ] | Antonio Rezza                                        |
| 41      | 1º gennaio 2024   | 1 326 000      | 6,80%   | [ 141 ] | Enrico Ruggeri                                       |
| 42      | 2 gennaio 2024    | 1 066 000      | 5,29%   | [ 142 ] | Rachele Andrioli                                     |
| 43      | 3 gennaio 2024    | 1 233 000      | 5,95%   | [ 143 ] | Nicola Stilo                                         |
| 44      | 4 gennaio 2024    | 1 072 000      | 5,31%   | [ 144 ] | Colapesce Dimartino                                  |
| 45      | 5 gennaio 2024    | 1 003 000      | 5,07%   | [ 145 ] | Mauro Grossi                                         |
| 46      | 8 gennaio 2024    | 1 048 000      | 4,86%   | [ 146 ] | Eleonora Buratto                                     |
| 47      | 9 gennaio 2024    | 1 052 000      | 4,95%   | [ 147 ] | Gabriele Evangelista, Bernardo Guerra, Arnaldo Vacca |
| 48      | 10 gennaio 2024   | 1 197 000      | 5,50%   | [ 148 ] | Gege Munari, Giovanni Tommaso                        |
| 49      | 11 gennaio 2024   | 1 006 000      | 4,82%   | [ 149 ] | Beatrice Grannò                                      |
| 50      | 12 gennaio 2024   | 1 013 000      | 5%      | [ 150 ] | Mauro Negri                                          |
| 51      | 15 gennaio 2024   | 986 000        | 4,61%   | [ 151 ] | Omar Sosa                                            |
| 52      | 16 gennaio 2024   | 1 048 000      | 4,96%   | [ 152 ] | Flo                                                  |
| 53      | 17 gennaio 2024   | 1 068 000      | 5,1%    | [ 153 ] | Flavio Cucchi                                        |
| 54      | 18 gennaio 2024   | 932 000        | 4,30%   | [ 154 ] | Benito Urgu                                          |
| 55      | 19 gennaio 2024   | 970 000        | 4,65%   | [ 155 ] | Francesco Buzzurro                                   |
| 56      | 22 gennaio 2024   | 946 000        | 4,13%   | [ 156 ] | Jack Savoretti                                       |
| 57      | 23 gennaio 2024   | 1 084 000      | 5,05%   | [ 157 ] | Anaïs Drago                                          |
| 58      | 24 gennaio 2024   | 1 058 000      | 5,14%   | [ 158 ] | Matteo e Giovanni Cutello                            |
| 59      | 25 gennaio 2024   | 1 037 000      | 5,01%   | [ 159 ] | Alexander Gadjiev                                    |
| 60      | 26 gennaio 2024   | 969 000        | 4,83%   | [ 160 ] | Libercantus Ensemble                                 |

## Quarta edizione (2024-2025)
La terza edizione di Via dei Matti nº0, sempre con la conduzione di Valentina Cenni e di Stefano Bollani, è andata in onda dal 16 dicembre 2024, dal lunedì al venerdì in access prime time.
| Puntata | Messa in onda    | Ascolti        | Ascolti | Ascolti | Ospiti              |
| Puntata | Messa in onda    | Telespettatori | Share   | Fonte   | Ospiti              |
| ------- | ---------------- | -------------- | ------- | ------- | ------------------- |
| 1       | 16 dicembre 2024 |                |         |         | Brunori SAS         |
| 2       | 17 dicembre 2024 |                |         |         | Fabio Concato       |
| 3       | 18 dicembre 2024 |                |         |         | Ana Carla Maza      |
| 4       | 19 dicembre 2024 |                |         |         | Teho Teardo         |
| 5       | 20 dicembre 2024 |                |         |         | Richard Galliano    |
| 6       | 23 dicembre 2024 |                |         |         | Vinicio Capossela   |
| 7       | 24 dicembre 2024 |                |         |         | Frida Bollani       |
| 8       | 25 dicembre 2024 |                |         |         | Elena Ledda         |
| 9       | 26 dicembre 2024 |                |         |         | Gomaian Brass       |
| 10      | 27 dicembre 2024 |                |         |         | Simone Cristicchi   |
| 11      | 30 dicembre 2024 |                |         |         | Paolo Benvegnù      |
| 12      | 31 dicembre 2024 |                |         |         | Groove&             |
| 13      | 1 gennaio 2025   |                |         |         | Jacques Morelenbaum |
| 14      | 2 gennaio 2025   |                |         |         | Valerio Lundini     |
| 15      | 3 gennaio 2025   |                |         |         | Tullio De Piscopo   |
| 16      | 6 gennaio 2025   |                |         |         | Franz di Cioccio    |
| 17      | 7 gennaio 2025   |                |         |         | Francesca Tandoi    |
| 18      | 8 gennaio 2025   |                |         |         | Francesco Cafiso    |
| 19      | 9 gennaio 2025   |                |         |         | Pasquale Mirra      |
| 20      | 10 gennaio 2025  |                |         |         | Clarissa Bevilacqua |